# Centro europeo di servizio GNSS
Il centro Europeo di servizi GNSS (GSC) partecipa all'infrastruttura europea GNSS e funge da interfaccia tra il sistema Galileo e gli utenti del servizio gratuito (OS) e il servizio commerciale (CS) di Galileo. 

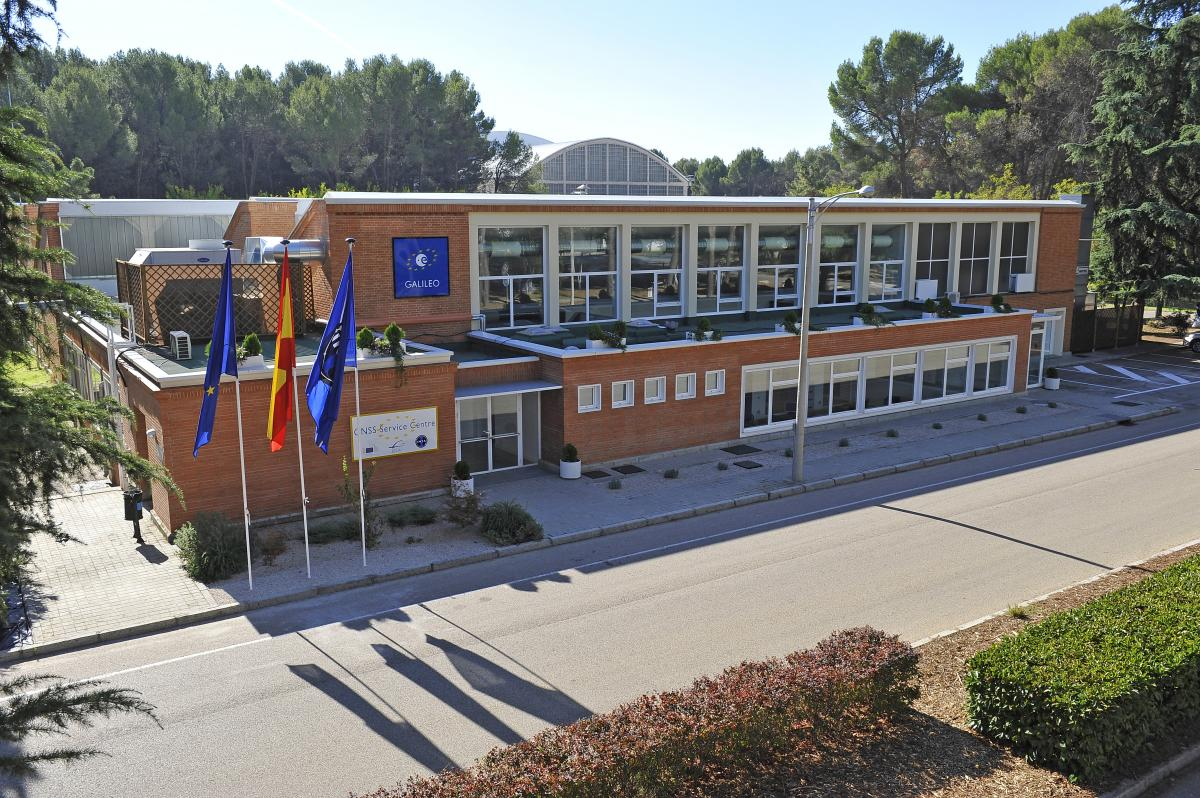
Impianti GSC a Madrid

L'agenzia Europea GNSS (GSA) è responsabile della gestione del GSC. Il centro si trova a Madrid, all'interno dei servizi dell'Istituto Aerospaziales Tecnico Nazionale (INTA) a Torrejón de Ardoz.

## Storia
Il centro è stato inaugurato nel maggio 2013 dal vicepresidente della Commissione europea, Antonio Tajani e dal ministro dei trasporti spagnolo, Ana Pastor. Il nome scelto per il centro è stato un omaggio alla precedente Vice Presidente della Commissione europea e Commissario per i trasporti "Loyola de Palacio".

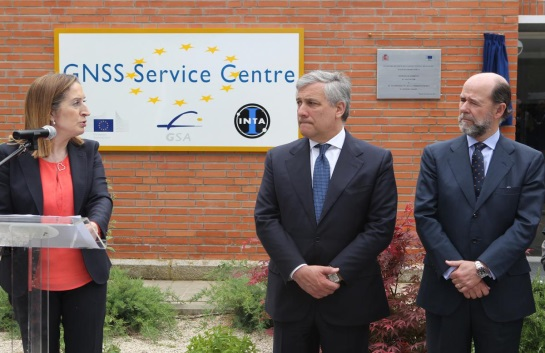
Discorso di autorità all'inaugurazione

Il 17 marzo 2011 un Memorandum d'intesa tra la CE e il governo Spagnolo era stato firmato dal vicepresidente della Commissione europea e Commissario per l'industria e l'imprenditoria, Antonio Tajani, e il ministro spagnolo di trasporto José Blanco López. L'accordo per lo sviluppo del centro è stato pubblicato sulla Gazzetta ufficiale dell'Unione europea del 23 febbraio 2012 e vi si affermava che la rete globale di stazioni di terra parte del programma Galileo, avrebbe compreso da una parte sei centri e una stazione, e dall'altra parte quattro serie di stazioni 'remote'. Il GSC è una di queste sei stazioni di terra (MCC, GSMC, GSC, GRC).

## Ragioni ufficialmente dichiarate per l'esistenza della struttura
Gli obiettivi del Centro sono di:
1. Fornire alle aziende e agli utenti informazioni di carattere generale come fornire servizi di base per la comunità degli utenti tramite un portale web ed un helpdesk.[3] Un sito Web dedicato disponibile per gli utenti Galileo.
2. Distribuire in modo tempestivo avvisi di servizio come informazioni sul sistema, stato del sistema e notifiche per gli utenti.
3. Fornire servizi di supporto come condivisione delle attività di ricerca e sviluppo e dell'industria per segmento di mercato.
4. Fornire informazioni aggiornate e rapporti di prestazione sullo stato del programma.
5. Fornire supporto agli sviluppatori di applicazione e di prodotti, compreso il contatto con gli esperti di mercato nei segmenti chiave.

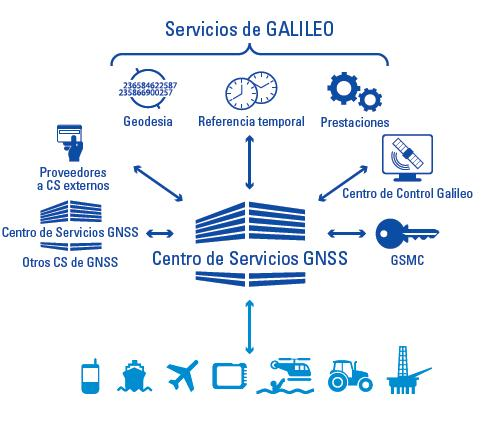
GSC concept

## Situazione
Durante la fase di validazione in orbita di Galileo (IOV), il nucleo del GSC è operativo con una funzione generale di helpdesk.